# Team Wellington Football Club
Maillots
Actualités
Team Wellington est un club néo-zélandais de football basé à Wellington et évoluant dans le Championnat de Nouvelle-Zélande de football.

## Palmarès
- Ligue des champions de l'OFC
  - Vainqueur : 2018
  - Finaliste : 2015, 2016 et 2017

- Championnat de Nouvelle-Zélande (3)
  - Champion : 2016, 2017, 2021
  - Vice-champion : 2008, 2012, 2014, 2018 et 2020